# Benno Werlen
Benno Werlen (* 10. Oktober 1952 in Münster, Kanton Wallis) ist ein Schweizer Geograph. Er war von 1998 bis 2018 Professor für Sozialgeographie an der Friedrich-Schiller-Universität Jena.

## Leben
Werlen studierte Geographie, Ethnologie, Soziologie und Volkswirtschaft an der Universität Freiburg (Schweiz) und schloss 1980 mit der „licence Faculté des Lettres“ ab. Danach war er wissenschaftlicher Assistent in Kiel (bei Dietrich Bartels), Freiburg (bei Jean-Luc Piveteau) und Zürich (bei Albert Leemann) und Oberassistent an der Universität Zürich. 1994 wurde er dort habilitiert. 1996 wurde er von der Friedrich-Schiller-Universität Jena berufen, wo er von 1998 bis 2018 Lehrstuhlinhaber für Sozialgeographie war.
Werlen war Gastprofessor an den Universitäten Salzburg (1995/1996) und Genf (2005) und war für Forschungsaufenthalte in Cambridge, an der London School of Economics und an der University of California at Los Angeles.
Auf seine Initiative hin riefen die drei weltweiten wissenschaftlichen Dachverbände, der International Social Science Council, der International Council for Science und der International Council for Philosophy and Humanistic Studies, das Jahr 2016 zum „Internationalen Jahr des globalen Verstehens“ aus. In demselben Jahr erhielt er den Lauréat d’Honneur der Internationalen Geographischen Union. 2019 wurde er zum Mitglied der Academia Europaea gewählt. 2020 wurde Werlen zum Mitglied der World Academy of Art and Science ernannt.

## Forschungsschwerpunkte
Werlens Forschungsschwerpunkte sind nach eigenen Angaben die Theorie und Empirie handlungszentrierter Geographie, alltägliche Regionalisierungen, Geographien der Macht, Kommunikation und sozial-kultureller Repräsentation und Regionalismus/Nationalismus.

## Publikationen (Auswahl)
- Sozialgeographie. Eine Einführung. UTB 1911, Haupt Verlag, Bern 2008 (3., vollständig überarbeitete und erweiterte Auflage)
- Sozialgeographie alltäglicher Regionalisierungen, Band 3: Ausgangspunkte und Befunde empirischer Forschung. Franz Steiner Verlag, Stuttgart 2007
- Sozialgeographie alltäglicher Regionalisierungen, Band 2: Globalisierung, Region und Regionalisierung. Franz Steiner Verlag, Stuttgart 2007
- zusammen mit P. Weichhart und C. Weiske: Identity and Image. Das Beispiel Eisenhüttenstadt. Abhandlungen zur Geographie und Regionalforschung 9. Institut für Geographie und Regionalforschung, Wien 2006
- Society, Action and Space: An Alternative Human Geography. Routledge, London 1992, ISBN 0-415-06966-1